# PFM-1

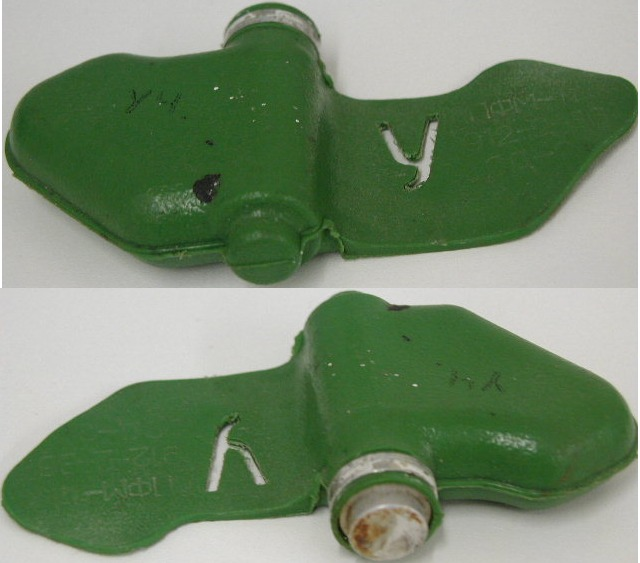
La mina antiuomo sovietica PFM-1 vista di lato

PFM-1 (in russo Противопехотная Фугасная Мина?, Prativapekhatnaja Fugasnaja Mina) e PFM-1S (versione autodistruggentesi in 24h), soprannominate pappagallo verde sono due tipi di mina antiuomo ideate e progettata in Unione Sovietica negli anni 1970.

## Storia
Durante la seconda guerra mondiale i tedeschi avevano creato un ordigno similare, lanciabile da aerei, la SD 2, dotata di detonatore a impatto, detonatore a tempo e dispositivo anti manipolazione, che successivamente nel corso della guerra gli statunitensi copiarono, produssero e impiegarono in enorme numero, creando la 
BLU-43/B "Dragontooth", nella seconda metà degli anni sessanta, e massicciamente impiegato nella guerra del Vietnam. Questi ordigni erano identici sia nella versione statunitense, sia nell'originale tedesco. 
La mina sovietica progettata all'inizio degli anni 1970, durante la guerra fredda, oltre che nella guerra del Vietnam è stata usate in altri conflitti, come nell'invasione sovietica dell'Afghanistan, causando un gran numero di vittime tra i civili, soprattutto  bambini, attirati dalla forma simile ad un giocattolo. Alcuni territori sui quali questa mina (o mine simili) è stata frequentemente ritrovata sono: Vietnam, Afghanistan, Armenia, Azerbaigian, Cecenia.
In Italia, grande sensibilità sull'argomento è stata creata dal libro di Gino Strada, Pappagalli verdi, pubblicato nel 1999.

## Caratteristiche
Il nome dell'ordigno viene dalla forma piatta ma asimmetrica aerodinamica, che ne stabilizza e ne rallenta la caduta, permettendone lo spargimento su di un ampio territorio, secondo la quota e la velocità della semina o dispersione. L'esplosivo è liquido ed è allocato nell'aletta bombata e morbida, in collegamento con l'accenditore posto nella zona centrale, di tipo idraulico a somma di pressione, con detonazione al raggiungimento del peso previsto. 

### Sistema di dispersione
La mina può essere seminata da aerei, elicotteri (un pacchetto contiene 144 mine e un elicottero MI-8 porta due canestri), razzi da artiglieria (312 mine per razzo da 220mm), o granate di artiglieria (20 mine per granata da 240 mm).
Le mine sono impacchettate in numero di 20 in un canestro metallico. La mina non detona all'impatto perché uno speciale meccanismo impedisce l'esplosione a seguito di urti. Durante la semina o dispersione viene rimossa la sicura, che legava le mine a due a due. Il processo di armamento richiede dai 60 ai 600 secondi, basandosi sull'indurimento di silicone liquido; questo permette alla mina di cominciare ad armarsi prima di giungere a terra.

### Innesco e detonatore
L'intero corpo cavo contenente l'esplosivo liquido è l'organo sensibile dell'ordigno stesso, funziona a pressione cumulativa. Cumulativo significa che la mina può essere fatta brillare da una singola pressione di 5 kg o più (qualcuno che la calpesti, per esempio) o da molte reiterate pressioni, fino al raggiungimento di 5 kg. Conseguentemente è estremamente pericoloso maneggiarla o tentarne il disinnesco. Il detonatore consiste in una sferetta di metallo che libera il percussore.

## Specifiche tecniche
- Materiale: plastica con parti metalliche
- Peso: 75 g
- Esplosivo: 37 g di esplosivo liquido
- Lunghezza: 119 mm
- Larghezza: 64 mm
- Altezza: 20 mm
- Colori: variano dal verde (colore principale), bruno, sabbia, giallo, bianco, la colorazione è completa;
- Innesco: a somma e memoria di pressione idraulica cumulativa (5 kg), sul lato contenente l'esplosivo liquido;
- Azione: locale, interessa il soggetto o il mezzo che sollecita la parte contenente l'esplosivo liquido, la mina è spesso non letale provocando il ferimento o la menomazione del soggetto o l'immobilizzazione del veicolo ruotato;

La PFM-1S ha un meccanismo di autodistruzione che si attiva 24 ore dopo l'armamento.

## Operazioni e modalità di bonifica
I "pappagalli verdi" possono trovarsi interrati o a vista, a volte nascoste nella vegetazione o nel fango, dove la forma irregolare e i colori mimetici ne rendono ardua l'individuazione.
Poiché fatte per la maggior parte in plastica ciò ne rende difficoltosa la rilevazione con metal detector, inoltre le operazioni di disinnesco sono pressoché impossibili, gli ordigni vengono di norma distrutti sul posto, fatte detonare da personale dotato di dispositivi di protezione individuale in polimetilmetacrilato (come guanti, elmetti, tute e visori) con piccole quantità di esplosivo (generalmente 200 grammi) da una distanza non inferiore a 4/5 metri, oppure fatti attivare da una certa distanza di sicurezza o schiacciate da mezzi corazzati dal peso non inferiore a 60 kg.

## Ordigni simili
La versione statunitense, di forma più piccola e spigolosa, non ha meccanismo di autodistruzione e costituisce ancora oggi un pericolo costante.
Da parte statunitense, questi tipi di ordigni sono usati come "sottomunizioni", rese instabili dal disinnesco chimico, che segue il piazzamento.

## Il trattato di Ottawa e la messa al bando
Allo scopo di proibire la produzione e l'uso di mine antiuomo, molti paesi ONU hanno sottoscritto il Trattato di Ottawa del 1997, il cui obiettivo è l'eliminazione definitiva di tali dispositivi. A partire dagli anni duemila molti stati ne hanno distrutto  le loro scorte, tuttavia l'accordo ha tuttavia visto il rifiuto di 36 Stati (fra cui USA, Russia, Cina, India, Pakistan, Yemen).